# エクボサイシン
エクボサイシン（笑窪細辛、学名: Asarum gelasinum）とは、ウマノスズクサ科カンアオイ属に属する常緑多年草の1種である。別名エクボカンアオイ。葉の表面に光沢が無く、裏面は紫色を帯びる。花の萼筒開口部は狭くならず、雄しべは6個、花柱は3個で先端に角状突起がある。日本の西表島のみに分布し、沖縄県では準絶滅危惧に指定されている。

## 特徴
常緑性の多年草。葉の葉身は卵心形、長さ6–11センチメートル (cm)、幅 4–9 cm、先端はやや鋭頭。葉の表面は光沢のない暗緑色、白紋が入ることがあり、葉縁周辺には毛が散生する。葉の裏面は帯紫色。
花期は1月から4月。花弁を欠き、萼片は合着して長さ・直径とも 1 cm 程度の筒状の萼筒を形成し、帯緑褐色、口環が発達せず開口部が広い。萼筒内壁は格子状隆起があるが、隆起は弱い。萼裂片は3枚、三角状広卵形、長さ・幅は約 0.8 cm、鋭頭、汚紫色、細毛が密生する。雄しべは6個。雌しべの花柱は3個、直立し先端は短い角状、外側からも見える。
染色体数は 2n = 24。

## 分布・生育環境
琉球諸島の西表島のみに分布する。低山地の常緑広葉樹林の林床に生育する。

## 保全状況評価
西表島に広く分布するが、園芸用の採取によって個体数が減少している。特に歩道沿いなどでは急減しているが、人跡未踏の場所ではまだ残っている（2018年現在）。
エクボサイシンは環境省レッドデータでは絶滅危惧等に指定されていないが、沖縄県では準絶滅危惧に指定されている。